# Diplazium lilloi
Diplazium lilloi là một loài thực vật có mạch trong họ Woodsiaceae. Loài này được (Hicken) R.M. Tryon & A.F. Tryon miêu tả khoa học đầu tiên năm 1982.